# 筆架洲
筆架洲（英語：Pat Ka Chau），又稱青洲瀝，是香港的一個島嶼，地區行政上屬於北區，位於印洲塘特別地區，往灣洲的西邊。筆架洲地質學上屬潮上帶，乃印塘六寶之一，以其形似筆架命名。如遇潮退，可途步從筆架洲走到黃幌山。